# Agrilus nobilis
Agrilus nobilis es una especie de insecto del género Agrilus, familia Buprestidae, orden Coleoptera.
Fue descrita científicamente por Burmeister, en 1872.